# Suburban Lawns
Suburban Lawns bio je američki post-punk sastav kojeg su osnovali studenti CalArts William "Vex Billingsgate" Ranson i Sue "Su Tissue" McLane u Long Beachu, Kalifornija. Kasnije su regrutirali Richarda "Frankie Ennui" Whitneyja, Charlesa "Chucka Roasta" Rodrigueza i Johna "John Gleura" McBurneyja. Sastav je djelovao do 1983.